# 小塔院
小塔院（しょうとういん）は、奈良県奈良市にある真言律宗の寺院。本尊は虚空蔵菩薩。元は元興寺の伽藍の一部であった。

## 歴史
現在、奈良町と呼ばれている辺りに、養老2年（718年）、飛鳥の法興寺が平城京に元興寺として移されてきたことに始まる。小塔院は西小塔院もしくは吉祥堂とも呼ばれて金堂の南西にあり小塔堂が建立されていた。小塔院は称徳天皇が百万塔を納めるために建立したものという。また、元興寺極楽坊にある国宝・五重小塔が安置されていたともいう。金堂の南東には小塔院に向かいあうようにして大塔院もしくは東大塔院があり、五重塔が建立されていた。
当時の元興寺の伽藍の跡地として現在残っているのは、元興寺極楽坊、元興寺塔跡および小塔院跡の三カ所のみである。
法相宗の有名な学僧である護命は小塔院僧正と呼ばれ、承和元年（834年）にこの小塔院で亡くなっている。現存の護命の供養のために作られた宝篋印塔は、鎌倉時代後期のものとされる。
宝徳3年（1451年）10月、土一揆による放火によって小塔院は全焼した。火災は以後も広まり続けて極楽坊と五重塔を残し、元興寺の伽藍は全て焼かれてしまった。
宝永4年（1707年）に虚空蔵堂（本堂）が建立されている。
1965年（昭和40年）6月2日に元興寺小塔院跡として国指定の史跡となっている。

## 境内
- 虚空蔵堂（本堂） - 宝永4年（1707年）建立。
- 庫裏
- 護命の供養塔 - 鎌倉時代後期。
- 地蔵堂
- 山門

## 文化財

### 国指定史跡
- 元興寺小塔院跡